# Estação Rachel de Queiroz
A Estação Rachel de Queiroz é uma estação de metrô localizada na Avenida Central Sul, 77, bairro Acaracuzinho, no município de Maracanaú, Ceará, Brasil. Faz parte da Linha Sul do Metrô de Fortaleza, administrado pela Companhia Cearense de Transportes Metropolitanos (Metrofor).
Inaugurada em 1918, a estação operou como estação ferroviária e depois como estação de trens suburbanos até 2010 com o nome de Pajuçara, até receber a nomenclatura atual com sua reinauguração em 2012, completamente reformada e convertida em estação de metrô.
Seu nome atual homenageia a escritora e romancista cearense Rachel de Queiroz, a primeira mulher a ingressar na Academia Brasileira de Letras.

## Histórico
A estação de Pajuçara foi aberta no dia 24 de maio de 1918, construída às margens de uma estrada que conduzia a Pacatuba, final da 1ª seção da antiga Estrada de Ferro de Baturité, pertencendo ao português Luis de Seixas Correia, que a vendeu em 1883 ao famoso farmacêutico Rodolfo Teófilo,considerado o fundador de Pajuçara.
Durante muitas décadas o pequeno prédio original da estação era apenas uma parada para os trens que transitavam pela ferrovia que ligava a capital ao interior do estado, até ser demolida na década de 1980, para as melhorias do sistema suburbano e a implantação do projeto do trem metropolitano de Fortaleza, o metrofor. Desta forma, foi construída uma nova estação composta por uma pequena bilheteria, e uma plataforma coberta parcialmente por um teto de amianto sustentado por vigas de ferro, caracterizando uma estrutura simples.
Durante o final da década de 1990 e toda a década de 2000 ocorreram as obras para o processo de implementação da primeira linha de metrô da Grande Fortaleza, aproveitando grande parte do traçado da ferrovia já existente. Nesse período de mais de uma década, as obras da linha sul sofreram com redução no ritmo das obras e paralisação completa das mesmas em alguns momentos. Os impactos dessa situação foram sentidos na construção da nova estrutura da estação Pajuçara, que foi erguida próxima a edificação existente até então, resultando em momentos de obras lentas e paradas.  
Nesse período, a estação Paçujara permaneceu funcionando como ponto de embarque e desembarque dos trens urbanos de Fortaleza até 11 de janeiro de 2010, quando o trecho Vila das Flores - Parangaba foi desativado para as obras do metrô, seguindo o trecho Parangaba - João Felipe desativado em maio de 2009, resultando na demolição da antiga estrutura da década de 1980.
Sua reabertura ao público ocorreu em 15 de junho de 2012, sob o nome de estação Rachel de Queiroz, com a inauguração pelas autoridade da primeira fase da linha sul entre as estações Carlito Benevides e Parangaba, em operação assistida. A nova estrutura da estação garantiu uma completa reformulação da parada em comparação a estrutura anterior que foi demolida, adaptando-a as necessidades do novo modal, e realizando sua padronização as demais estações da linha.
Em 1º de outubro de 2014, se deu inicio a fase comercial da linha sul, com cobranças de passagens. No primeiro momento foram utilizados bilhetes de papel, que eram inseridos em urnas, até a instalação definitiva dos bloqueios eletrônicos e da incorporação dos três modelos de cartões eletrônicos adotados atualmente: múltiplo, unitário e estudante.
Hoje, a estação Rachel de Queiroz opera seguindo o horário da linha sul, de segunda à sábado, de 5h30 até 23h.

## Características

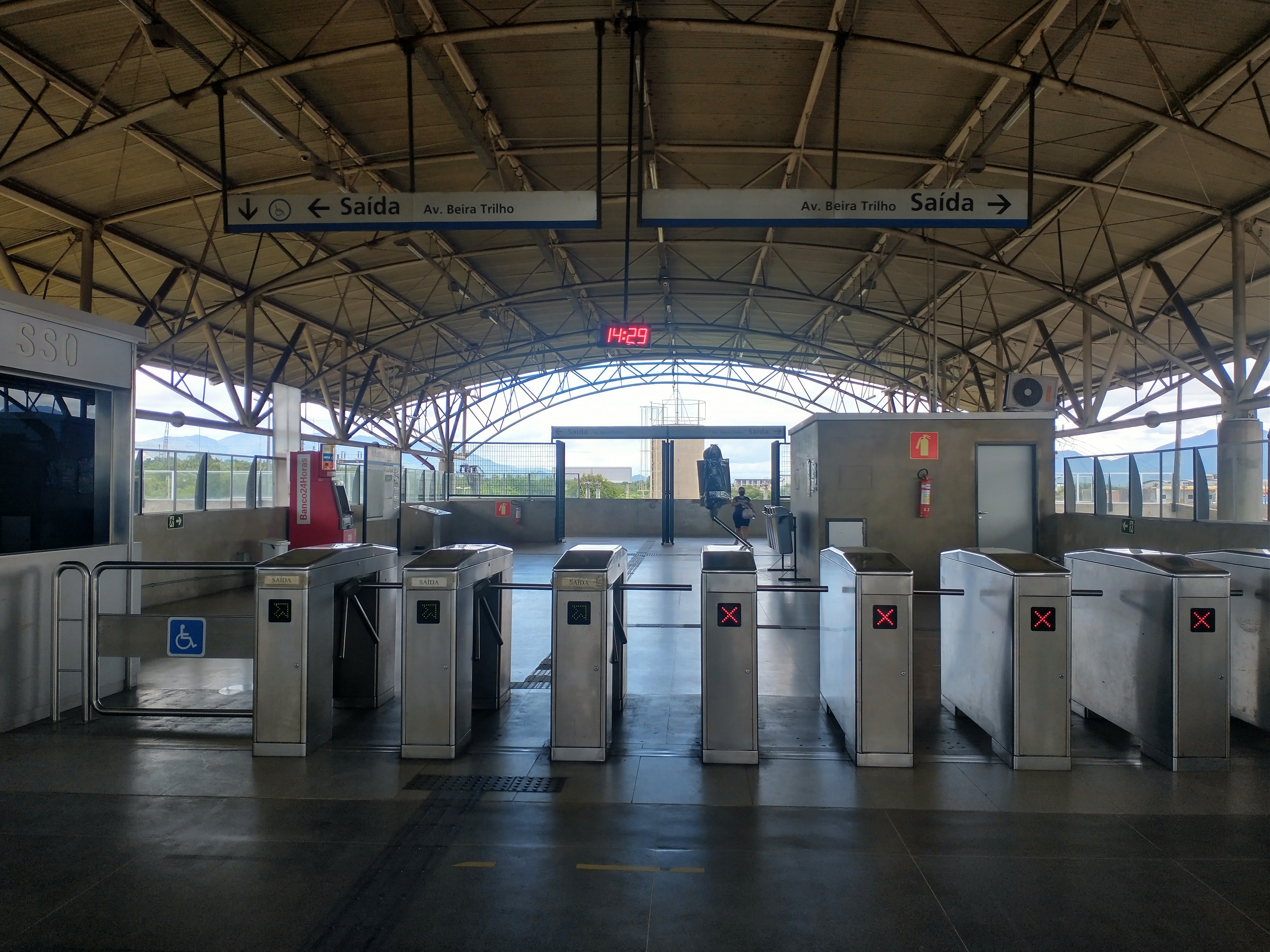
Nível de bloqueios da estação Rachel de Queiroz.

Estação de superfície de estrutura em concreto aparente, composta por plataforma central protegida por cobertura metálica branca, padrão das estações de superfície da linha sul, e por um andar superior onde estão localizadas as bilheterias e bloqueios da estação coberto por um grande telhado metálico.
O acesso a estação Rachel de Queiroz é feito por meio de um conjunto de rampas localizadas em ambos os lados da estação, sendo uma atendendo ao bairro Acaracuzinho e a outra atendendo ao Distrito industrial de Maracanaú. As rampas levam levam o usuário a passarela sobre a via férrea, consequentemente os levando ao nível de bloqueios onde também se localização as bilheterias e ao CCO local da estação. Após o usuário adentrar a área interna, pós bloqueios, é possível descer ao nivel da plataforma por meio de um conjunto de escadas ou pelo elevador disponível.
Compõem o conjunto de estrutura e mobiliário da estação: conjunto de bancos espalhados pela plataforma, quadros metálicos de informações, mapas do sistema, painéis de LED para indicação do horário e outras informações úteis, lixeiras e sistemas de sonorização.

## Acessibilidade
A estação segue as normas técnicas de acessibilidade, garantindo recursos para pessoas que possuem alguma deficiência ou estão com mobilidade reduzida por qualquer razão.
Entre os recursos ofertados na estação Rachel de Queiroz estão: Um elevador convencional, solução de mobilidade e acessibilidade vertical mais utilizada no Metrô de Fortaleza, possibilitando a subida e descida de pessoas em cadeiras de rodas, carrinhos de bebê, idosos ou pessoas com a saúde debilitada, sendo usado para fazer o transporte entre os dois andares da estação; pisos táteis, caracterizados como percursos fixados no chão da estação, com relevo, que permitem aos deficientes visuais transitar com autonomia e segurança; mapas táteis, que trazem informações, em braile, sobre a localização dos principais pontos na estação, indicando aos deficientes visuais onde está localizado o elevador, a plataforma de embarque, a bilheteria e as escadas. Localizado na entrada da estação, o mapa tátil é uma importante ferramenta para a locomoção dos deficientes visuais, conferindo maior autonomia para estes passageiros; por fim, rampas que levam a passarela de acesso ao primeiro andar, utilizadas como alternativa às escadas convencionais no acesso a estação.
Ressalta-se também, que as equipes presentes nas estações, compostas por agentes de estação e vigilantes, recebem treinamento especializado para ajudar no embarque e desembarque de passageiros com deficiência.